# Drachen-Orden
Der Drachen-Orden wurde durch den chinesischen Kaiser 1863 gestiftet. 
Zweck des Ordens war die Auszeichnung von Militärpersonen, insbesondere Franzosen, die bei der Bekämpfung der chinesischen Rebellen in den Jahren 1861–1863 sich durch Leistungen hervorgetan hatten. Auch andere Ausländer konnten den Orden als Gunstbeweis des Kaisers erhalten. Diese Auszeichnung wurde nur in der I. Klasse ausgegeben.

## Ordensklassen
Der Orden war in drei Klassen gestuft.

## Ordensdekoration
Die Dekoration unterschied sich in den Klassen durch Materialwahl. 
Für die I. Klasse war Gold, für die II. Silber und für die III. Klasse Bronze vorgesehen.
Die runde Medaille hat auf der Vorderseite doppelt den chinesischen Drachen mit den fünf großen Klauen. Die Rückseite enthält in chinesischen Schriftzeichen die Ordensdevise Vor ihm erbleicht der Löwe und verstummt der Tiger.

## Ordensband und Trageweise
Das Ordensband ist gelb und die Auszeichnung wurde auf der linken Brustseite getragen.